# Eight Songs for a Mad King

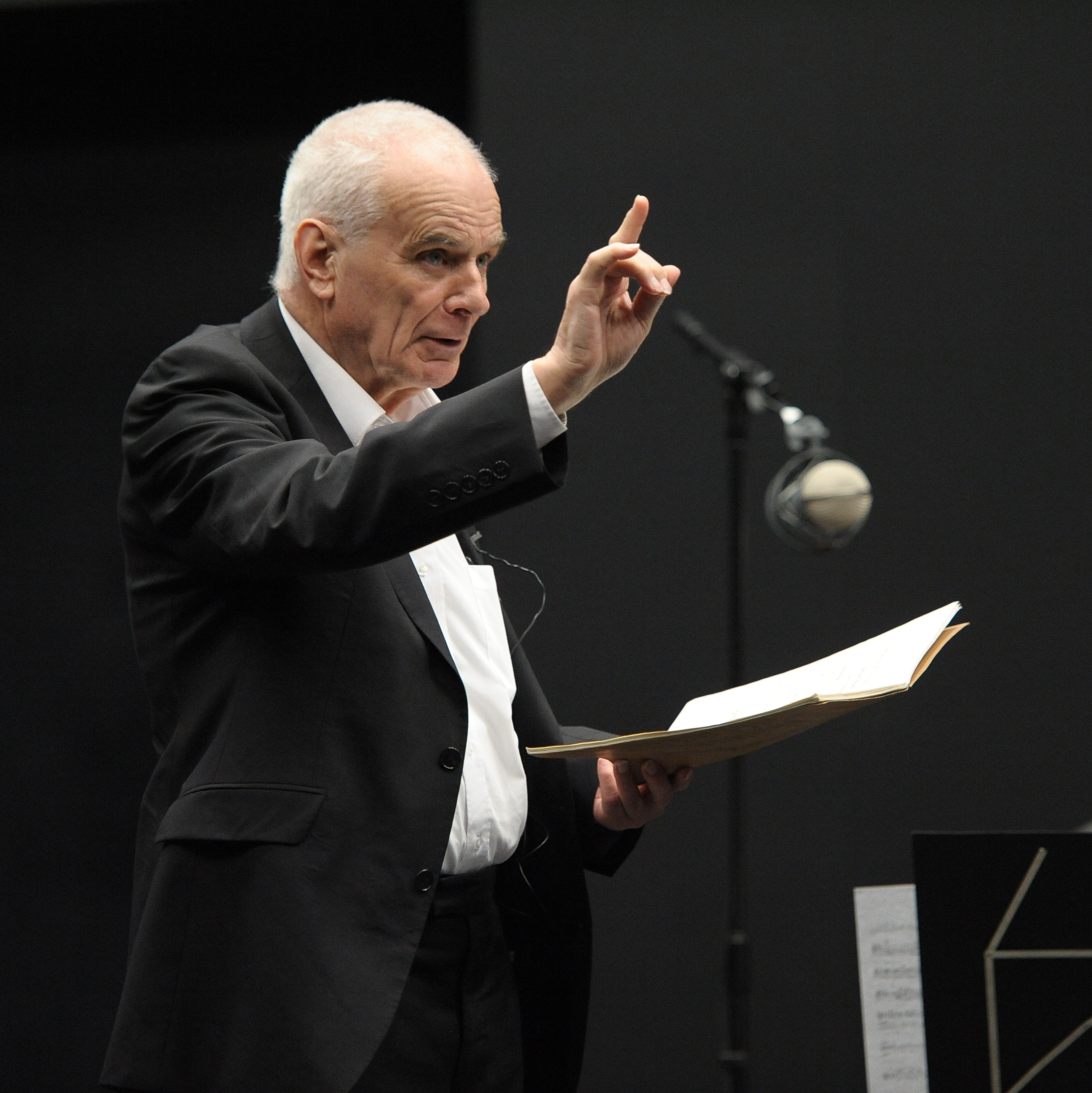
Peter Maxwell Davies

Eight Songs for a Mad King (Åtta sånger till en galen kung) är en engelsk monodrama med musik av Peter Maxwell Davies och libretto av Randolph Stow. Verket är tillägnat historikern Sir Steven Runciman.
Verket är skrivet för en baryton med enastående röstomfång på över fem oktaver. Orkestern består av flöjt, klarinett, violin, cello, slagverk och piano. Sångaren ger sig ut för att vara en kung som verkligen var galen. I verket finns referenser till 1700-talsmusik och till episoder i kungens liv, särskilt hans försök att träna burfåglar att sjunga melodier från en mekanisk speldosa. Verket hade premiär den 22 april 1969 i Queen Elizabeth Hall i London. I Sverige har barytonen Olle Persson framfört verket åtskilliga gånger sedan 1990-talet.

## Om verket

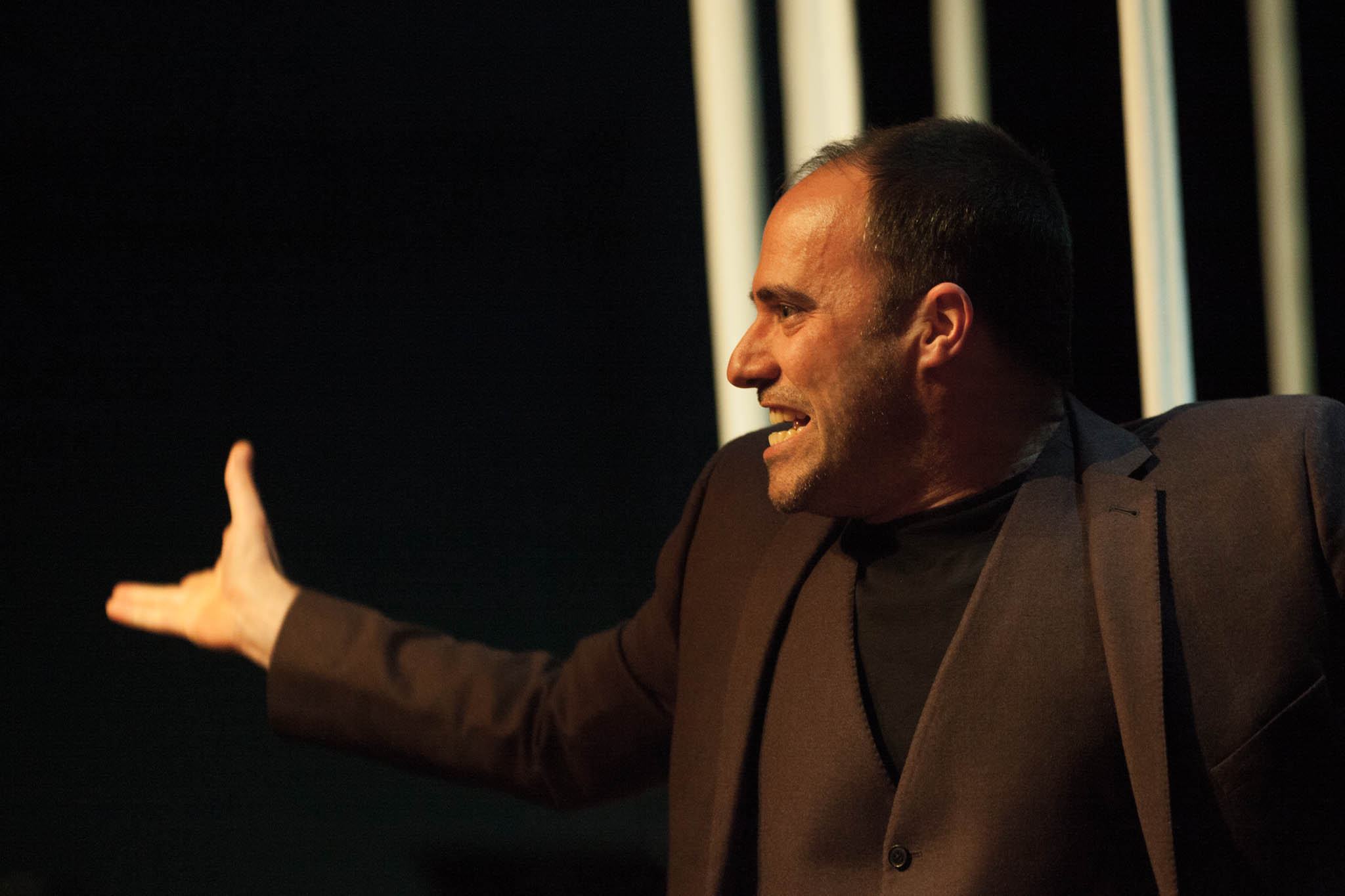
Barytonen Leigh Melrose framför Eight Songs for a Mad King vid musikfestivalen i Bodø i Norge 2014.

Kungen ifråga är Georg III av Storbritannien, eller kanske någon dåre som tror att han är kungen? Kung Georg led av nervsjukdomen akut intermittent porfyri och var känd som "Den galne kungen". Sjukdomen bröt ut oregelbundet och kungen kunde då bete sig sinnesrubbat. En av hans få glädjeämnen då var att lära en flock med burfåglar att sjunga. Fåglarna blev till kungens publik inför vilka han kunde uttrycka skräcken för sig själv och för sin samtid. Violinisten och flöjtisten är kungens galna fångar och de ska spela inuti stora burar (som fåglar), medan slagverkaren är kungens väktare som håller kungen inom musikens känsliga galenskap. Alla musiker är samtidigt projektioner från kungens inre och fokus är hela tiden på honom. Maxwell Davies citerar och parodierar musik av Händel i verket. Händel var en kompositör som kung Georg hade träffat och närvarat vid flera av dennes konserter.

### Den mekaniska speldosan
Poemen som utgör verkets text härrör från en miniatyrorgel i form av en mekanisk speldosa som spelade åtta melodier. Speldosan tillhörde Georg III vilket bevisas av ett intyg på speldosans baksida som säger att "This Organ was George the third for Birds to sing". Ett annat dokument identifierar dess andra ägare som "James Hughes who served his Majesty George 3 near 30 years". Speldosan förblev i familjen Hughes ägo ända till 1960-talet då den förvärvades av Sir Steven Runciman. 1966 demonstrerade han den för librettisten Randolph Stow.

## Sångerna
1. The Sentry (King Prussia's Minuet)
2. The Country Walk (La Promenade)

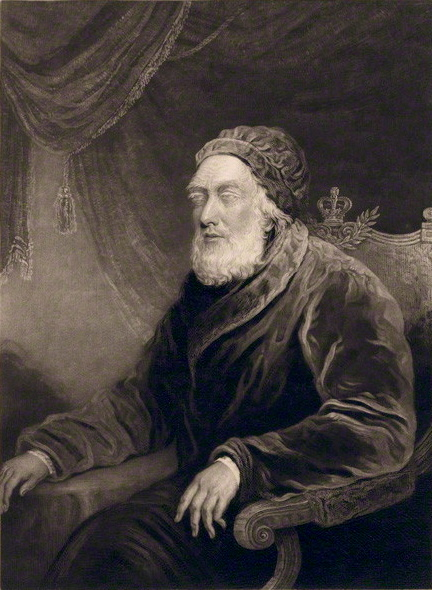
Kung Georg III under sin sista sjukdomstid.

3. The Lady-In-Waiting (Miss Musgrave's Fancy)
4. To Be Sung On The Water (The Waterman)
5. Phantom Queen (He's Ay A-Kissing Me)
6. The Counterfeit (Le Conterfaite)
7. Country Dance (Scotch Bonnett)
8. The Review (A Spanish March)

Sångerna ska ses som kungens monolog medan han lyssnar på fåglarnas uppträdande, och de innehåller meningar som kungen verkligen sade. I den första sången ser kungen sig själv som en fånge: "Pity me, child" säger han. Sedan föreställer han sig själv vandrandes på landet och blir mer och mer nervös då hans dåliga syn förvrider landskapet till groteska former. I den tredje sången pratar han med flöjten som han tror är en hovman. Med cellon inbillar han sig att han är i en båt på Themsen och drömmer att han blir befriad från sin börda som kung. Den femte sången skildrar kungen trånande efter en inbillad Esther som han tror sig vara gift med efter att ha skilt sig från drottning Charlotte. Nästa sång kallas "The Counterfeit" och är hämtad från en av kungens egna monologer. I den samtalar han med klarinetten. I den sjunde sången återfinns ett citat från Händels oratorium Messias allt medan kungen pratar med violinisten. Här återfinns också verkets klimax. Kungen överväldigas plötsligt av ondskans varande; han sträcker ut handen genom buren, tar violinen från solisten och slår sönder den. Maxwell Davies förklarar:
Det är inte bara mordet på burfågeln utan även att ge upp inför galenskapen, liksom ett rituellt mord av kungen på delar av sig själv. Efter detta kan han förbereda sig för döden.
Slutligen, efter att ha kungjort sin död, blir kungen medveten om sin livssituation och det faktum att han ska dö även i verkligheten.

## Film
1994 kom filmen Den galne kung George, som skildrar hur kungen stegvis blir mer och mer galen.